# Gonophaea villica
Gonophaea villica là một loài bướm đêm trong họ Noctuidae.